# Специјална школа
Специјална школа је специјализована установа за образовање и обуку инвалидне и хедникепиране деце са посебним потребама.